# エヴリー・ブレイキング・ウェィヴ
「エヴリー・ブレイキング・ウェィヴ」（Every Breaking Wave）は、U2が2014年に発表した『ソングス・オブ・イノセンス』に収録されている曲で、シングルリリースされた。

## 概要
元々『No Line on the Horizon』に収録予定で、Orchestral Manoeuvres in the Darkなどの初期エレクトロニカに影響を受けた曲だった。ジミー・アイオヴィンのお気に入りだったのだという。が、バンドも悔しがったことにその話は流れ、さらに『No Line on the Horizon』のアウトテイクで構成された『Songs of Ascent』を制作中であり、そのアルバムからのリードシングルがこの曲になるとアナウンスされたが、今度はアルバムの話自体が流れてしまった。それでも360度ツアー中には何度かライブで演奏された。そして『Songs of Innocence』のレコーディング中、新たにプロデューサーに起用されたライアン・テダーが新しいコラースを入れ、元のコーラスをブリッジに持ってきたことによって曲は様子を一変させ、完成に至った。
アップルのスティーブ・ジョブズ（当時彼は現役のミュージシャンではU2しか聴かなかったらしい）に「ボブ・ディランの『Every Grain Of Sand』のような曲はないのか？」と聞かれて作った曲なのだという。
歌詞は自分を他人に曝け出すことの難しさを歌っており、歌詞の中の二人は堕落と改心のとりこになっているのだという。コーラスの「Every dog on the street / Knows we're in love with defeat / Are we ready to be swept off our feet / And stop chasing every breaking wave（街角の犬たちも皆、僕たちが敗北に恋焦がれているのを知っている/僕たちは足を波にすくわれ/砕け散る波を追うのをやめるだろう）」という歌詞は、恋人たちが現状を打破するチャンスを得たことを歌っており、元の歌詞は「After every peak, the trough / I can feel the energy drop / Will we ever know when to stop / With this chasing every breaking wave（ピークを越えた後は、エネルギーが減ってしまったと感じる/砕け散った波を追いかけながらでは、いつ止まっていいかも分からない）」というもので、パワフルな絶望というものを歌っていたのだという。
アコギヴァージョンはカリフォルニアのマリブでレコーディングされ、デラックス・エディションに収録された。このヴァージョンではエッジはピアノを弾いており、デヴィッド・キャンベルによるストリングス・アレンジメントが施されている。

## PV

### Power House Acoustic
- 監督：マーク・フィーェル
- プロデューサー：マーク・フィーェル
- ロケ地：Metropolis Studios（ロンドン）
- 撮影日： 2014年10月23日
- リリース日： 2014年10月26日

### Film
- 監督：イーフォ・マッカードル
- プロデューサー：ニック・ゴールドスミス、クリス・マーティン
- ロケ地：ベルファスト
- 撮影日： 2014年12月17日
- リリース日： 2014年10月26日

### Music Video Edit
- 監督：イーフォ・マッカードル
- プロデューサー：ニック・ゴールドスミス、クリス・マーティン
- ロケ地：ベルファスト
- 撮影日： 2014年12月17日
- リリース日： 2015年2月12日

Filｍ Versionはベルファスト出身の映像作家イーフォ・マッカードルが制作したショートフィルムで、ミュージックビデオはこれを編集したものである。「Every Breaking Wave」の他、The TroudlesとStiff Little Fingersの「Alternative Ulster」も使用している。宗教に引き裂かれる北アイルランドの恋人たちを描いた作品。が、ベルファストでの撮影は過去の傷をほじくり返すと住民には大不評だった。

## 評価
- 2014年ローリングストーン年間ベストシングル第3位[10]
- 2014年ヴィレッジ・ボイスPazz＆Jopシングルリスト第127位[11]